# Joan Sala i Gabriel
Joan Sala i Gabriel (també conegut com a Jean Sala o Juan Sala) (Barcelona, 4 de febrer de 1869 - París, 6 de juny de 1918) fou un pintor català.
Fill de Joan Sala Jolonch natural de Peramola, d'ofici confiter i Antònia Gabriel i Blanch natural de Guissona.
La seva formació comença quan realitza els cursos de l'escola de Belles Arts de Barcelona. Després viatjaria fins a Itàlia per establir-se finalment a París, amb el seu germà Tomàs Sala, el 1890 on continua el seu aprenentatge als tallers dels pintors Pascal Dagnan-Bouveret i Gustave Courtois. Exposaria als salons de la Société nationale des beaux-arts de 1893 a 1914 i va ser recompensat amb una medalla de bronze a l'Exposició universal de 1900. Pintor eclèctic, la seva inspiració és diversa: retrats de la societat parisenca, escenes de gènere, quadres religiosos o paisatges.

## Algunes obres

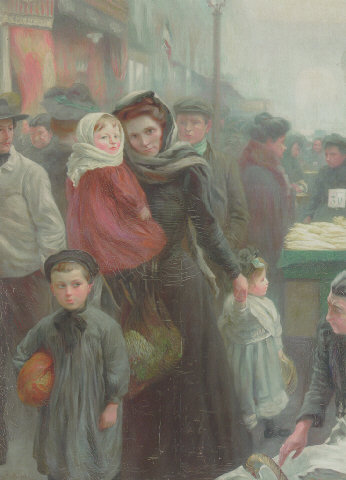
Mère et ses trois enfants
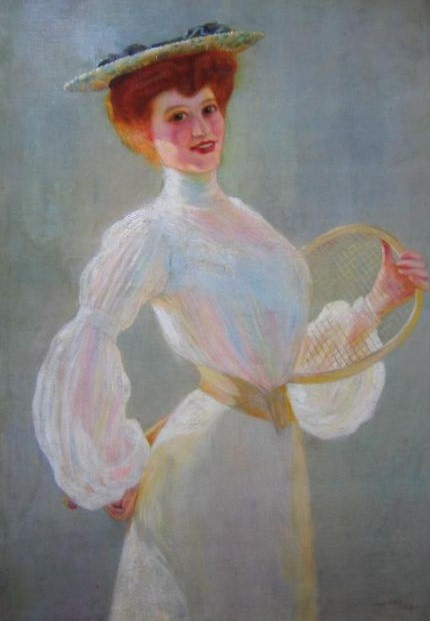
Joueuse de tennis
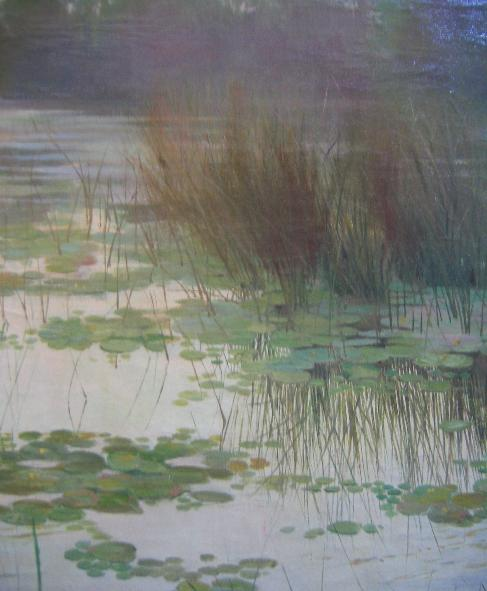
Aguas
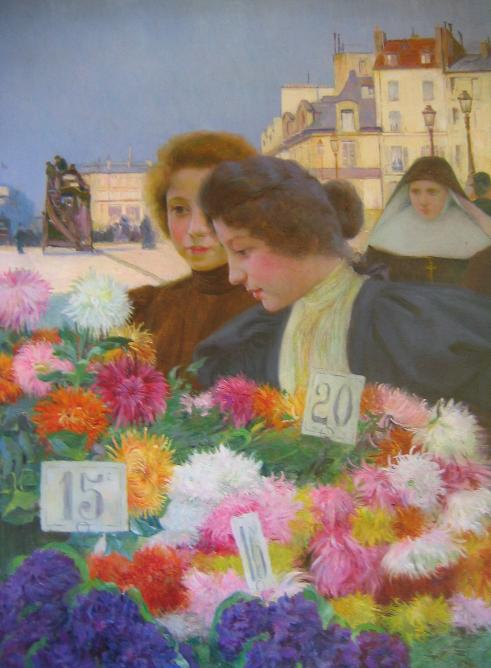
Marchandes de Fleurs sur le Pont Neuf (detall)